# Adolf Thiele

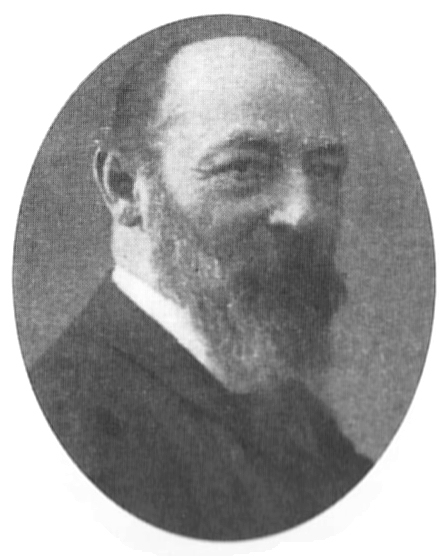

Adolf Friedrich Thiele (ur. 26 września 1853 w Dreźnie, zm. 25 stycznia 1925 w Halle) − polityk niemieckiej partii SPD.

## Życie i kariera
Od 1868 do 1874 uczęszczał do kolegium nauczycielskiego, a następnie pracował do 1881 jako nauczyciel w Saksonii. Po tym czasie uczył w szkole rolniczej Kreisschule w Wurzen. W 1887 wycofał się ze służby państwowej i rozpoczął pracę redaktorską. Założył Wurzener Zeitung i Pädagogische Revue. Od 1894 do 1908 był redaktorem gazety Freien Volksblattes w Halle, od 1897 pracował jako niezależny pisarz. W 1918 objął redakcję w Volksstimme w Halle. Był współzałożycielem i przez pewien czas przewodniczącym Stowarzyszenia Prasy Robotniczej.

## Partia i działalność polityczna
Thiele był członkiem SPD, w której lokalnych strukturach w Halle przewodniczył wiele lat.
Thiele był radnym miasta Wurzen w Halle w latach 1888−92 i 1903−12. Od 1898 do 1907 oraz od 1912 do 1918 był deputowanym do Reichstagu Rzeszy w okręgu wyborczym w Naumburg (Saale). W wyborach do Zgromadzenia Narodowego 19 stycznia 1919 został wybrany deputowanym.